# الشولان
الشولان هي إحدى قرى مركز حداد بني مالك جنوب محافظة الطائف بمنطقة مكة المكرمة. وهي معتدلة الطقس صيفا باردة شتاء.
بني مالك الشولان هم احد فخوذ بالحليس و احد فخوذ بني عمر وبني عمر احد فخوذ قبيلة بني مالك العريقه،،  وهي تقع جنوب الطائف وتبعد حوالي 95 كيلو عن محافضة الطائف وفيها اجمل مناظر في الطبيعه لما تمتاز به من موقع جغرافي متميز حيث انها تطل على منطقة تهامه وهي مكتشفه لمنطقة تهامه كامله من جهة وادي يسمى الرهط،
واقرب سوق لها هو سوق الخميس في بني مالك وهو يعد من اقدم اسواق بني مالك ويبعد عنه 15 كيلو متر وسوق حداد بني مالك ويبعد عنها 20 كيلو متر 